# Воскресенское (Краснодарский край)
Воскресе́нское — село в Отрадненском районе Краснодарского края.
Входит в состав Благодарненского сельского поселения.

## Население
| 2002 | 2010 |
| ---- | ---- |
| 247  | ↘173 |

## Улицы
- ул. Верхняя,
- ул. Красная,
- ул. Нижняя.